# Cheirodon ibicuhiensis
Cheirodon ibicuhiensis és una espècie de peix de la família dels caràcids i de l'ordre dels caraciformes.

## Morfologia
- Els mascles poden assolir 4,2 cm de llargària total.[3]

## Hàbitat
Viu en zones de clima subtropical entre 23 °C - 27 °C de temperatura.

## Distribució geogràfica
Es troba a Sud-amèrica, a les conques dels rius Uruguai i Tramandaí, i Laguna dos Patos.